# Ivica Radoš (novinar)
Ivica Radoš (Omolje, 1963.) hrvatski je novinar i publicist.

## Životopis
Gimnaziju je završio u Tomislavgradu, diplomirao je povijest i filozofiju na Filozofskom fakultetu u Zagrebu. Pisao je za većinu najnakladnijih dnevnih i tjednih novina u Hrvatskoj: Novi danas, Hrvatski obzor, Nacional, Globus, Panoramu, Jutarnji list, Večernji list.

## Knjige
- Tuđman izbliza, Zagreb, Profil International, 2005.
- Nepoznati Milanović, od dečka iz kvarta do banskih dvora, Zagreb, Večernji list, 2011.
- Prvi hrvatski general Blago Zadro, Zagreb, Udruga pravnika "Vukovar 1991.", 2011.
- Sve tajne HDZ-a, povijest, sukobi i prevrati, Zagreb, Večernji list, 2012.
- Branili smo domovinu: pripadnici nacionalnih manjina u obrani Hrvatske, Zagreb, Udruga pravnika "Vukovar 1991.", 2013.
- Hrvatske kontroverze, Zagreb, Večernji list, 2014.
- Kolinda Grabar-Kitarović: biografija, Zagreb, Večernji list, 2015.